# Vereinsstraße (Lübeck)

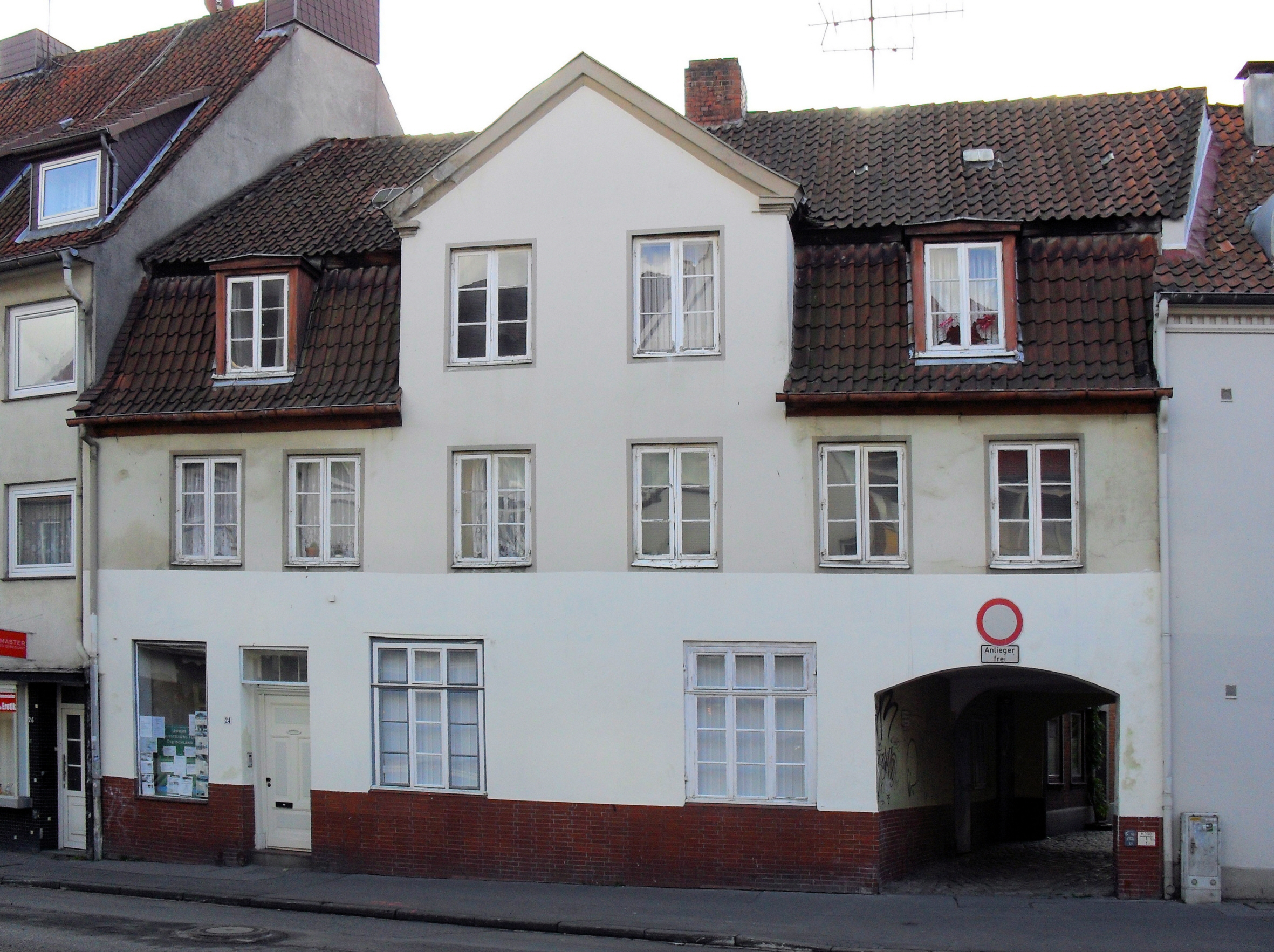
Das Vorderhaus der Vereinsstraße, Krähenstraße 24. Rechts der Zugang zum dahinterliegenden Wohngang

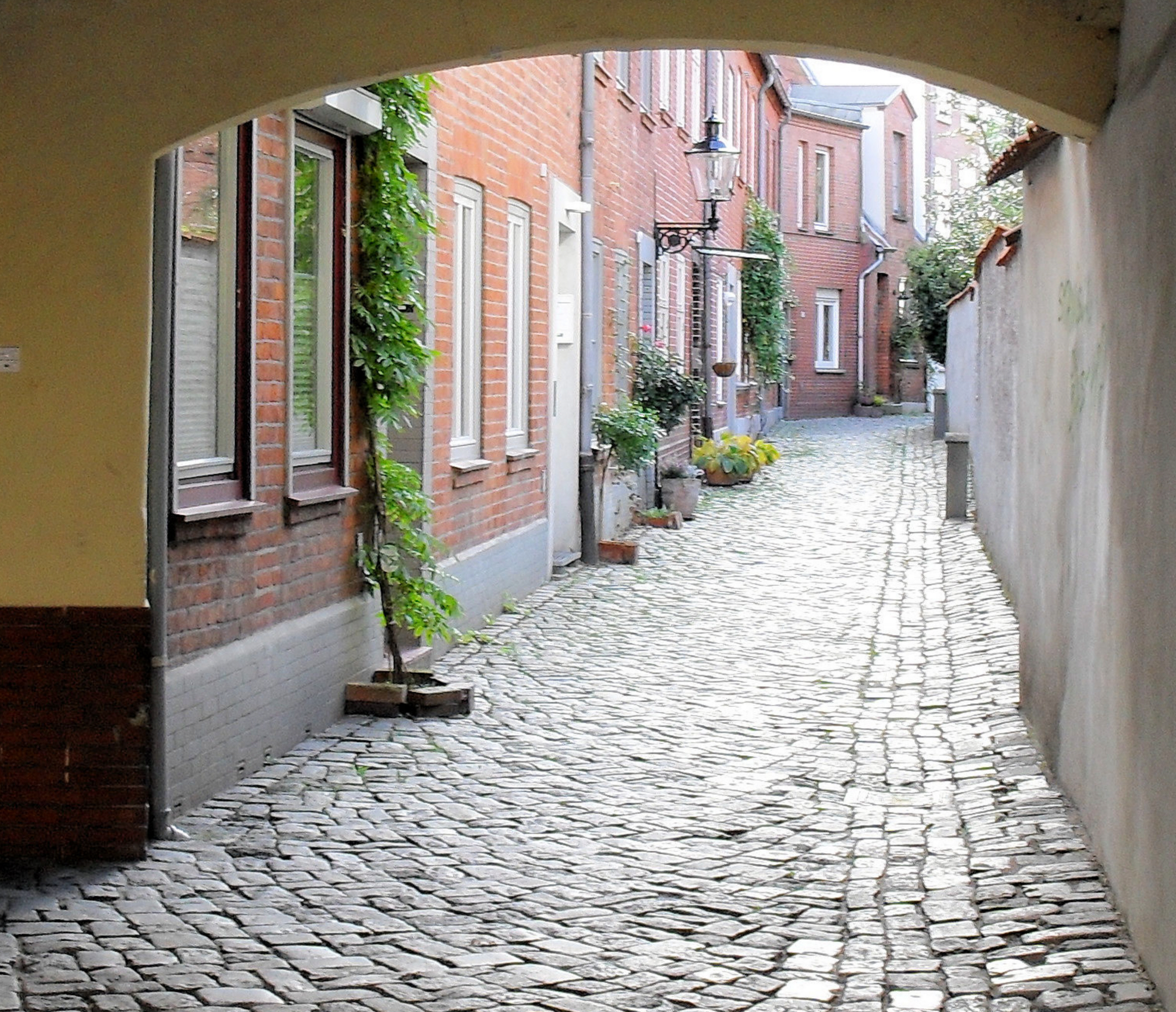
Die Vereinsstraße

Die Vereinsstraße ist ein Gang der Lübecker Altstadt.

## Lage
Das Vorderhaus der Vereinsstraße ist das Gebäude Krähenstraße Nr. 24. Die Vereinsstraße selber trägt die Nummer 22. Der durch einen Torweg erreichbare Gang verläuft in südwestlicher Richtung und geht nahtlos in den anschließenden Behrends Hof über, der zur Stavenstraße ausgerichtet ist.

## Geschichte
Die Vereinsstraße ist der jüngste der Lübecker Wohngänge und geht, anders als die Mehrzahl der Gänge und Höfe, nicht auf das Mittelalter zurück, sondern entstand erst im 19. Jahrhundert.
Das Gelände, das er einnimmt, war bereits im 15. Jahrhundert als wüste Stätte verzeichnet, also aufgrund nicht mehr bekannter Umstände ungenutzt. 1559 ging das nach wie vor unbebaute Grundstück in das Eigentum der Stadt über, die es wiederum dem benachbarten Zerrenthien-Armenhaus schenkte. Das Armenhaus veräußerte das Gelände bereits 1579 weiter, und es wurden drei kleinere Häuser errichtet (nach dem ab 1820 gültigen Hausnummern-System Krähenstraße 525, 526 und 529 JohQ.).
1867 erwarb der Gemeinnützige Bauverein das Gelände. Die drei Häuser wurden abgebrochen und das bis heute dort befindliche neue Gebäude errichtet. Auf dem dahinterliegenden langgezogenen Grundstück wurden sieben Reihenhäuser in schlichter Ziegelbauweise errichtet, die als zeitgemäße Arbeiterwohnungen konzipiert waren und nichts mit dem üblichen Bild mittelalterlicher Gangbuden gemein hatten.
Am Übergang zum Behrends Hof, hinter dem siebten Reihenhaus, existierte zunächst eine Verbindung zum angrenzenden Warnckes Gang (1951 abgebrochen; nicht zu verwechseln mit dem gleichnamigen Gang in der Glockengießerstraße), die aber verschwand, als um 1892 zwei neue Ganghäuser im Behrends Hof errichtet wurden und die Baulücke zur Vereinsstraße schlossen.
Die Vereinsstraße trägt ihren Namen nach dem Bauherren, dem Gemeinnützigen Bauverein. Ihre Bezeichnung ist irreführend, da es sich tatsächlich um keine gewidmete Straße handelt und sie dementsprechend auch nicht im amtlichen Lübecker Straßenverzeichnis aufgeführt wird. Trotz ihres Namens und der fast straßenartigen Breite ist die Vereinsstraße ein Wohngang und somit wie die übrigen Gänge öffentlicher zugänglicher Privatgrund. Ungewöhnlich ist, dass am Vorderhaus über dem Torweg nicht wie sonst in Lübeck üblich ein Schild mit dem Namen des Gangs und seiner Hausnummer angebracht ist.